# Florentino Rodao
Florentino Rodao García (Madrid, 15 de septiembre de 1960) es un historiador y profesor español, catedrático de la Universidad Complutense de Madrid especializado en Historia de Asia y en las relaciones asiáticas con España.
Doble doctor en Historia Contemporánea (Universidad Complutense de Madrid) y Arts and Sciences (Universidad de Tokio), ha sido investigador y profesor en distintas universidades de España, Estados Unidos, Japón, Puerto Rico y Filipinas. Ha publicado tanto en español como en inglés y sus obras se han traducido al japonés y al tagalo. Es, además, global expert de la Alianza de Civilizaciones de la ONU.
En sus años en Tokio fue profesor particular del emperador de Japón, Naruhito.

## Actividad académica
Es licenciado en Geografía e Historia, con especialidad en Historia Contemporánea, por la Universidad Complutense de Madrid, universidad en la que también obtuvo el doctorado en Historia Contemporánea en 1993 gracias a la tesis Las relaciones hispano-japonesas 1937-1945. En 1990, con beca del Ministerio de Educación de Japón, comenzó una estancia primero como investigador (kenkyusei) y después como alumno de doctorado (hakase katei) en el Departamento de Estudios Culturales de Área (chiiki bunka kenkyuka) de la Facultad de Humanidades de la Universidad de Tokio. En 1995 obtuvo el título de candidato a doctor (Katei Shuryo) y en 2007 el de doctor en Ciencias y Letras.
Rodao ha enseñado en las universidades de Keio (Japón), Ateneo de Manila (Filipinas), Wisconsin-Madison (Estados Unidos), Puerto Rico y en la Universidad de Tokio de Estudios Extranjeros (Japón).
Ha sido investigador en la Research School for Asian and Pacific Studies (RSPAS) de la Universidad Nacional Australiana (2000), en el Weatherhead Center for International Studies (WCFIA) de la Universidad de Harvard (2008-2009), en el Real Colegio Complutense (RCC) de la misma universidad (2010), en la School of Social Sciences (SOSS) de la Facultad de Arte, Derecho y Educación (Laucala Campus) de la Universidad del Pacífico Sur en Fiji y en el Center for Japanese Studies de la Universidad de California en Berkeley (2016).
Actualmente, Rodao enseña en la Facultad de Ciencias de la Información de la Universidad Complutense de Madrid, y es director del GEINTEA (Grupo de Estudios de Interacciones: Europa-Asia), que ha organizado jornadas doctorales y microrrelatos sobre Asia. Ha enseñado también en su Facultad de Ciencias Políticas y Sociología.
Debido a sus investigaciones, Rodao ha podido entrevistar a personajes de la Segunda Guerra Mundial, como el ministro Ramón Serrano Suñer, el dirigente comunista Santiago Carrillo, el embajador Eikichi Hayashiya, el espía Ángel Alcázar de Velasco o el cónsul republicano en Japón José Luis Álvarez Taladriz, así como a japoneses residentes en España o a miembros de la comunidad española en Filipinas, en especial Anna Maria Aguilella, la única superviviente de la masacre en el consulado de España en Manila en 1945.
En agosto de 2020, el Consejo de Ministros concedió la carta de naturaleza a los descendientes de Buenaventura de Erquiaga, empresario vasco defensor de la Segunda República sobre el que Rodao ha investigado para su libro Franquistas sin Franco (2012), un procedimiento de urgencia que hasta entonces estaba reservado a deportistas. La proclamación de la nueva Era Reiwa en Japón sirvió para que contase su relación con el emperador Naruhito y la asistencia a su boda.

## Obra
Sus investigaciones se han centrado en los vínculos entre España y Asia, en especial durante la época contemporánea, y en Japón, Filipinas, Tailandia y las islas del Pacífico. Entre sus libros destacan:
- Relaciones hispano-japonesas, 1937-1945 (1993).
- Españoles en Siam (1540-1939). Una contribución al estudio de la presencia hispana en Asia Oriental (1997).
- Franco y el imperio japonés. Imágenes y propaganda en tiempos de guerra (2002).[11]
- La comunidad española en Filipinas, 1935-1939 (2007).
- Franquistas sin Franco. Una historia alternativa de la Guerra Civil española desde Filipinas (2012).[12]
- La soledad del país vulnerable. Japón desde 1945 (2019)[13]